# Road Rage (album de Quiet Riot)
Albums de Quiet Riot
10
(2014)
Road Rage est le treizième album du groupe de heavy metal américain Quiet Riot. Il s'agit du premier album avec le chanteur James Durbin, ancien candidat de l'émission American Idol. Cet album a été enregistré dans un premier temps par le chanteur Seann Nicols, est prévu pour être publié le 21 avril 2017. Mais Nicols quitte le groupe en mars, et il est donc décidé de repousser la sortie de l'album afin que le chant de Nicols soit remplacé et enregistré à nouveau par Durbin. L'album est finalement publié le 4 août 2017

## Liste des chansons
| Studio | Studio           | Studio | Studio | Studio | Studio | Studio | Studio | Studio | Studio |
| No     | Titre            | Durée  |        |        |        |        |        |        |        |
| ------ | ---------------- | ------ | ------ | ------ | ------ | ------ | ------ | ------ | ------ |
| 1.     | Can't Get Enough | 4:00   |        |        |        |        |        |        |        |
| 2.     | Getaway          | 4:53   |        |        |        |        |        |        |        |
| 3.     | Roll This Joint  | 4:30   |        |        |        |        |        |        |        |
| 4.     | Freak Flag       | 4:01   |        |        |        |        |        |        |        |
| 5.     | Wasted           | 4:45   |        |        |        |        |        |        |        |
| 6.     | Still Wild       | 4:45   |        |        |        |        |        |        |        |
| 7.     | Make a Way       | 4:30   |        |        |        |        |        |        |        |
| 8.     | Renegades        | 5:37   |        |        |        |        |        |        |        |
| 9.     | The Road         | 3:51   |        |        |        |        |        |        |        |
| 10.    | Shame            | 3:51   |        |        |        |        |        |        |        |
| 11.    | Knock Em Down    | 4:23   |        |        |        |        |        |        |        |
| 49:48  |                  |        |        |        |        |        |        |        |        |

| 12. | Make A Way (Acoustic) |  |

## Personnel
Quiet Riot
- James Durbin - chant
- Alex Grossi - guitares
- Chuck Wright - basse
- Frankie Banali - batterie